# Милан Обренович II
Милан Обренович II (серб. Милан Обреновић; 21 октября 1819, Крагуевац — 8 июля 1839, Белград) — князь Сербии в 1839 году.

## Биография
Старший сын князя Милоша Обреновича и княгини Любицы Обренович (в девичестве — Вукоманович), брат князя Михаила. Учился в Высшей школе Белграда. После признания Османской империей автономии Княжества Сербии в 1830 году Милан стал наследником княжеского титула. Милан болел туберкулезом, но несмотря на это ему всё же удавалось заниматься политикой. 13 июня 1839 года в результате отречения Милоша он стал князем Сербии, но уже 8 июля он скончался. Он вошёл в историю Сербии как правитель с кратчайшим периодом правления (25 дней). В его честь был назван город Нижний Милановац. Был похоронен в Палилуле, затем его останки были перевезены в Белград в церковь Святого Марка.
Престол унаследовал его младший брат, князь Михаил Обренович (1823—1868), князь Сербии (1839—1842, 1860—1868).